# Acronicta dahurica
Acronicta dahurica là một loài bướm đêm thuộc họ Noctuidae. Nó được tìm thấy ở Trung Quốc và vùng Viễn Đông Nga.